# Chironomus tutulifer
Chironomus tutulifer är en tvåvingeart som först beskrevs av Weyenbergh 1886.  Chironomus tutulifer ingår i släktet Chironomus och familjen fjädermyggor. Inga underarter finns listade i Catalogue of Life.